# East Thurrock United F.C.
East Thurrock United FC là một câu lạc bộ bóng đá có trụ sở tại Corringham, Essex, Anh. Đội bóng hiện thi đấu tại Isthmian League North Division, cấp độ thứ 8 của bóng đá Anh, và có sân nhà ở Rookery Hill.

## Danh hiệu
- Isthmian League
  - Nhà vô địch Division One North mùa giải 2010–11
  - Nhà vô địch Division Three mùa giải 1999–2000
- Essex Senior Cup
  - Nhà vô địch mùa giải 2018–19
- Metropolitan–London League
  - Nhà vô địch Division Two mùa giải 1972–73
  - Nhà vô địch Reserve Division mùa giải 1971–72
- Greater London League
  - Nhà vô địch Reserve Division mùa giải 1970–71
- Essex Senior League
  - Nhà vô địch League Cup các mùa giải 1988–89, 1991–92
- East Anglian Cup
  - Nhà vô địch mùa giải 2002–03

## Thống kê
- Thành tích tốt nhất tại FA Cup: Vòng một các mùa giải 2011–12, 2014–15[2]
- Thành tích tốt nhất tại FA Trophy: Vòng ba mùa giải 2017–18[2]
- Thành tích tốt nhất tại FA Vase: Vòng năm mùa giải 1988–89[2]
- Kỷ lục khán giả đến sân: 1,661 người trong trận đấu với Dulwich Hamlet, chung kết play-off Isthmian League Premier Division mùa giải 2016[3]
- Chiến thắng đậm nhất: 7–0 trước Coggeshall Town, Essex Senior League mùa giải 1984[1]
- Thất bại đậm nhất: 9–0 trước Eton Manor, Essex Senior League mùa giải 1982[1]
- Cầu thủ ra sân nhiều nhất: Glen Case, trên 600 lần[1]
- Cầu thủ ghi bàn nhiều nhất: Sam Higgins, 275 bàn[4]
- Phí chuyển nhượng kỷ lục nhận được: 20,000 bảng từ Leyton Orient cho cầu thủ Greg Berry, 1990[1]